# Сапожный нож
Сапо́жный нож — хозяйственный инструмент семейства ножей, обладающий характерной формой. Инструмент выполняется из твёрдой стали. Предназначается для резки:
- кожи,
- резины,
- войлока,
- линолеума,
- пластмассы,
- картона
- и других мягких листовых материалов.

## Заточка[1][2]
Заточке подвергается скошенная часть ножа (см. рисунок выше).
При заточке сапожного ножа стараются добиться максимальной остроты, достигаемой путём полировки.
Изначально абразив, с последующей доводкой на алмазном бруске и полировкой на ремне с пастой ГОИ.
Заточка бывает одно- и двухсторонняя.

## Рукоятка
Практически любая, позволяющая держать нож. В простейшем варианте рукоять создаётся путём обмотки задней части ножа изолентой или проволокой (предпочтительнее, в изоляции). Добавление картонных прокладок позволяет сделать рукоять более удобно сидящей в руке.

У сапожных ножей промышленного производства рукоять бывает деревянная, пластиковая, резиновая и т. д.

## Использование[3]
1. Метод давленого реза
2. Метод надавливания

## Меры предосторожности
Сапожный нож весьма острый, поэтому его рекомендуется хранить в кожаном футляре, чехле или пенале; вынимать только при необходимости и не оставлять в доступных для детей местах.